# PROTECT IP Act

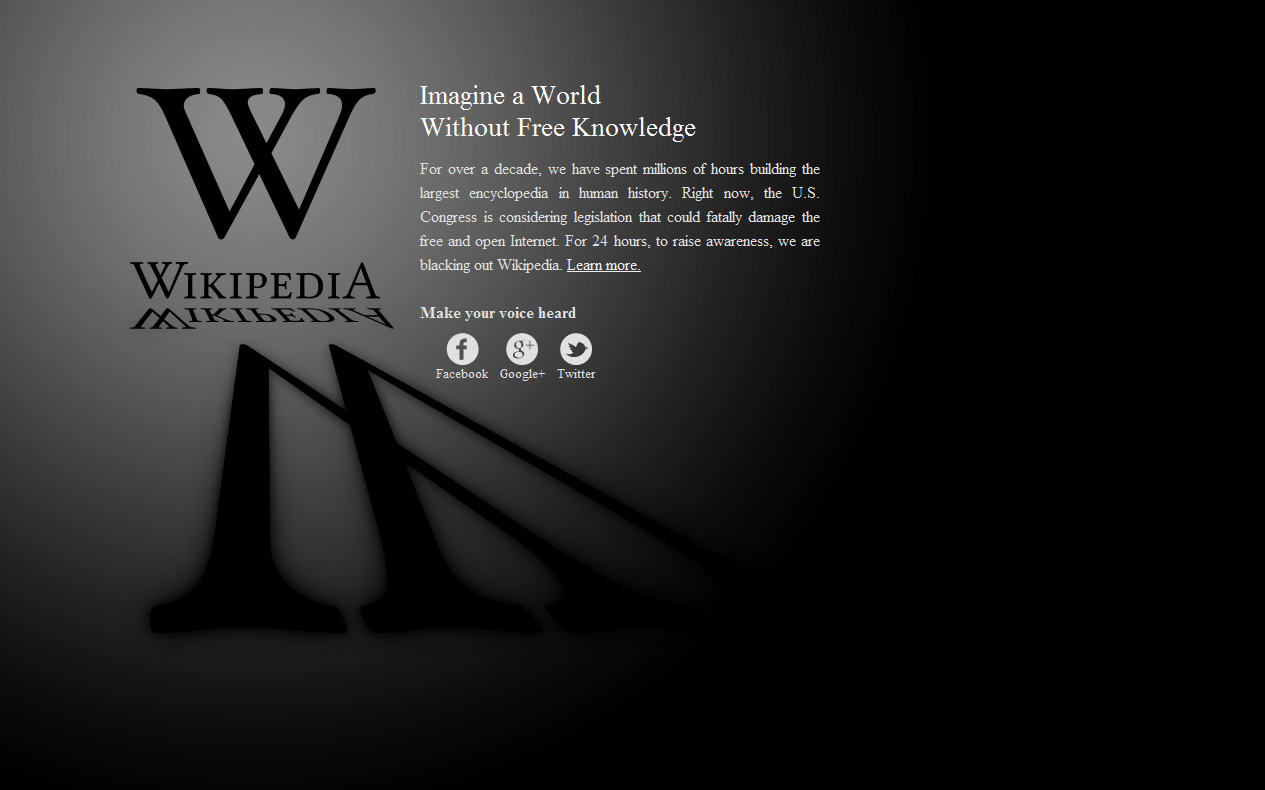
Protest in der englisch-sprachigen Wikipedia am 18. Januar 2012

Der Preventing Real Online Threats to Economic Creativity and Theft of Intellectual Property Act, kürzer PROTECT IP Act oder PIPA, ist ein US-amerikanischer Gesetzesentwurf, der von dem demokratischen Senator Patrick Leahy am 5. Dezember 2011 in den Senat eingebracht worden war. Ähnlich wie der Stop Online Piracy Act (SOPA) sollte PIPA es amerikanischen Urheberrechtsinhabern ermöglichen, die unrechtmäßige Verbreitung ihrer Inhalte im Internet zu unterbinden, unter anderem durch DNS-Sperren.
Den Protesten gegen SOPA und PIPA von  Online-Unternehmen, Internetaktivisten und Sicherheitsexperten schloss sich auch die Wikimedia Foundation an, da das Gesetz es Rechteinhabern ermöglichen werde, „Internetfilter und -sperren ohne unabhängige gerichtliche Kontrolle einzurichten.“
Die Abstimmung über den Entwurf im Senat wurde am 21. Dezember 2012 ausgesetzt.